# Schlacht von Havrincourt

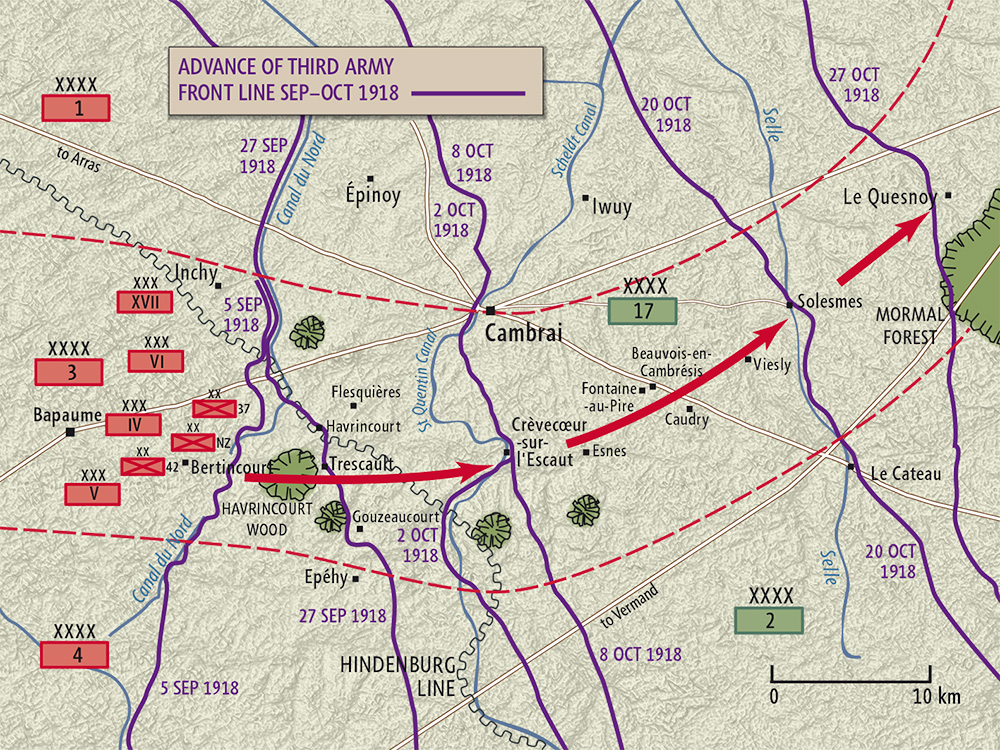
Angriff der britischen 3. Armee über den Canal du Nord auf Cambrai

Die Schlacht von Havrincourt war eine Schlacht des Ersten Weltkrieges, die in ihrer Folge zum Durchbruch durch die Siegfriedstellung führte.

## Die Schlacht
Drei Divisionen der 3. britischen Armee, die 62. (2. West Riding) Division, die Neuseeland-Division und die 37. Division, überschritten den Canal du Nord und griffen das Dorf Havrincourt an, welches durch vier deutsche Divisionen, aus dem III. und X. Armee-Korps verteidigt wurde. Trotz ihrer zahlenmäßigen Überlegenheit und starke Befestigungen in der Stadt waren die Deutschen nicht in der Lage, ihre Position zu halten. Der Sieg war nicht besonders auffällig oder beeindruckend, aber er markiert eine wachsende Mangel an Kampfgeist unter den deutschen Soldaten an der Westfront. Von diesem Ergebnis ermutigt, ordnete Douglas Haig ein weiteres Vorgehen an, welches schließlich zur Schlacht von Épehy und dann zur Schlacht am Saint-Quentin-Kanal, dem Durchbruch durch die Siegfriedstellung führte.
Der deutsche Heeresbericht erwähnt die Ereignisse wie folgt:
„Heeresgruppen Kronprinz Rupprecht und Böhn: Nordöstlich von Bixschoote machten wir bei eigener Unternehmung und bei Abwehr eines feindlichen Teilangriffes Gefangene. Am Kanalabschnitt führten eigene und feindliche Vorstöße zu heftigen Kämpfen bei Moeuvres und Havrincourt.“